# أل إسبينوزا
أل إسبينوزا (بالإنجليزية: Al Espinosa)‏ هو لاعب غولف أمريكي، ولد في 24 مارس 1891 في مونتيري في الولايات المتحدة، وتوفي في 4 يناير 1957 في سان فرانسيسكو في الولايات المتحدة.